# Discografia dei Rammstein
La discografia dei Rammstein, gruppo musicale heavy metal tedesco attivo dal 1993, si compone di otto album in studio, tre dal vivo, una raccolta e oltre trenta singoli.
La formazione è da sempre composta dal cantante Till Lindemann, dai chitarristi Richard Kruspe e Paul Landers, dal bassista Oliver Riedel, dal tastierista Christian Lorenz e dal batterista Christoph Schneider e ha debuttato nel 1995 attraverso l'uscita del primo album Herzeleid.

## Album

### Album in studio
| Anno                                                                          | Titolo | Classifiche | Classifiche | Classifiche | Classifiche | Classifiche | Classifiche | Classifiche | Classifiche | Classifiche | Classifiche | Classifiche | Classifiche | Classifiche | Certificazioni                                                                                      |
| Anno                                                                          | Titolo | GER         | AUS         | AUT         | BEL (Fl.)   | DNK         | FIN         | FRA         | NLD         | NOR         | SWE         | SWI         | UK          | USA         | Certificazioni                                                                                      |
| ----------------------------------------------------------------------------- | --- | ----------- | ----------- | ----------- | ----------- | ----------- | ----------- | ----------- | ----------- | ----------- | ----------- | ----------- | ----------- | ----------- | --------------------------------------------------------------------------------------------------- |
| 1995                                                                          | Herzeleid - Pubblicato: 24 settembre 1995 - Etichetta: Motor - Format: CD, MC, LP, download digitale            | 2           | —           | 7           | 30          | —           | 26          | 85          | 50          | —           | —           | 4           | —           | —           | - GER: Platino - BPI: Argento                                                                       |
| 1997                                                                          | Sehnsucht - Pubblicato: 22 agosto 1997 - Etichetta: Motor - Formato: CD, MC, LP, download digitale              | 1           | 25          | 1           | 50          | —           | 16          | 76          | 28          | —           | 17          | 3           | —           | 45          | - AUT: Platino - CAN: Platino - GER: Platino - NLD: Oro - SWI: Platino (2) - UK: Oro - USA: Platino |
| 2001                                                                          | Mutter - Pubblicato: 2 aprile 2001 - Etichetta: Motor, Universal - Formato: CD, MC, LP, download digitale       | 1           | 10          | 1           | 7           | 22          | 7           | 23          | 4           | 12          | 2           | 1           | 86          | 77          | - AUT: Oro - BEL: Oro - FIN: Oro - GER: Platino (2) - NLD: Oro - SWI: Platino - UK: Oro             |
| 2004                                                                          | Reise, Reise - Pubblicato: 27 settembre 2004 - Etichetta: Universal - Formato: CD, MC, LP, download digitale    | 1           | 19          | 1           | 4           | 3           | 1           | 3           | 2           | 4           | 2           | 1           | 37          | 61          | - AUT: Platino - FIN: Oro - GER: Oro (7) - SWI: Platino - UK: Oro                                   |
| 2005                                                                          | Rosenrot - Pubblicato: 28 ottobre 2005 - Etichetta: Universal - Formato: CD, LP, download digitale              | 1           | 44          | 1           | 3           | 2           | 1           | 5           | 4           | 4           | 2           | 2           | 29          | 47          | - FIN: Oro - GER: Platino (3) - SWI: Platino - UK: Argento                                          |
| 2009                                                                          | Liebe ist für alle da - Pubblicato: 16 ottobre 2009 - Etichetta: Universal - Formato: CD, LP, download digitale | 1           | 9           | 1           | 3           | 1           | 1           | 2           | 1           | 4           | 3           | 1           | 16          | 13          | - AUT: Platino - BEL: Oro - FIN: Platino - FRA: Oro - GER: Oro (7) - SWI: Platino - UK: Argento     |
| 2019                                                                          | Rammstein - Pubblicato: 17 maggio 2019 - Etichetta: Universal - Formato: CD, LP, download digitale, streaming   | 1           | 5           | 1           | 1           | 1           | 1           | 1           | 1           | 1           | 2           | 1           | 3           | 9           | - AUT: Platino (2) - BEL: Oro - FRA: Platino - GER: Platino (3) - SWI: Platino                      |
| 2022                                                                          | Zeit - Pubblicato: 29 aprile 2022 - Etichetta: Universal - Formato: CD, MC, LP, download digitale, streaming    | 1           | 3           | 1           | 1           | 1           | 1           | 1           | 1           | 1           | 1           | 1           | 3           | 15          | - AUT: Platino - BEL: Oro - FRA: Oro - GER: Platino (2) - SWI: Platino                              |
| "—" indica una pubblicazione non classificata o non pubblicata in quel Paese. | |             |             |             |             |             |             |             |             |             |             |             |             |             | |

### Album dal vivo
| Anno | Titolo | Certificazioni                |
| ---- | --- | ----------------------------- |
| 1999 | Live aus Berlin - Pubblicato: 31 agosto 1999 - Etichetta: Motor - Formati: CD, 2 CD, download digitale                      |                               |
| 2006 | Völkerball - Pubblicato: 17 novembre 2006 - Etichetta: Universal - Formati: CD+DVD, CD+2 DVD, 2 CD+2 DVD, download digitale | - GER: Platino (2) - SWI: Oro |
| 2017 | Paris - Pubblicato: 19 maggio 2017 - Etichetta: Universal - Formati: 2 CD, 2 CD+DVD, 2 CD+BD, 4 LP, download digitale       | - GER: Platino                |

## Singoli
| Anno                                                                          | Titolo                               | Classifiche | Classifiche | Classifiche | Classifiche | Classifiche | Classifiche | Classifiche | Classifiche | Classifiche | Classifiche | Classifiche | Certificazioni                                     | Album di provenienza      |
| Anno                                                                          | Titolo                               | GER         | AUT         | DNK         | FIN         | FRA         | NLD         | NOR         | POL         | SWE         | SWI         | UK          | Certificazioni                                     | Album di provenienza      |
| ----------------------------------------------------------------------------- | ------------------------------------ | ----------- | ----------- | ----------- | ----------- | ----------- | ----------- | ----------- | ----------- | ----------- | ----------- | ----------- | -------------------------------------------------- | ------------------------- |
| 1995                                                                          | Du riechst so gut                    | —           | —           | —           | —           | —           | —           | —           | —           | —           | —           | —           |                                                    | Herzeleid                 |
| 1996                                                                          | Seemann                              | —           | —           | —           | —           | —           | —           | —           | —           | —           | —           | —           |                                                    | Herzeleid                 |
| 1997                                                                          | Engel                                | 3           | 4           | —           | —           | —           | —           | —           | —           | 48          | 17          | —           | - GER: Platino                                     | Sehnsucht                 |
| 1997                                                                          | Du hast                              | 5           | 10          | —           | 47          | —           | —           | —           | —           | —           | 33          | —           |                                                    | Sehnsucht                 |
| 1997                                                                          | Das Modell                           | 5           | 18          | —           | —           | —           | —           | —           | —           | 41          | —           | —           |                                                    | /                         |
| 1998                                                                          | Du riechst so gut '98                | 16          | —           | —           | —           | —           | —           | —           | —           | —           | —           | —           |                                                    | /                         |
| 1998                                                                          | Stripped                             | 14          | 27          | —           | —           | —           | —           | —           | —           | —           | 42          | —           |                                                    | For the Masses            |
| 2001                                                                          | Asche zu Asche                       | —           | —           | —           | —           | —           | —           | —           | —           | —           | —           | —           |                                                    | /                         |
| 2001                                                                          | Sonne                                | 2           | 5           | —           | 9           | —           | 24          | —           | —           | 42          | 18          | —           | - GER: Oro (3) - UK: Oro                           | Mutter                    |
| 2001                                                                          | Links 2-3-4                          | 26          | 33          | —           | 15          | —           | 60          | —           | —           | —           | 65          | —           |                                                    | Mutter                    |
| 2001                                                                          | Ich will                             | 29          | 59          | —           | 19          | —           | 52          | —           | —           | —           | —           | 30          | - GER: Oro                                         | Mutter                    |
| 2002                                                                          | Mutter                               | 47          | —           | —           | 7           | —           | 69          | —           | —           | —           | —           | —           |                                                    | Mutter                    |
| 2002                                                                          | Feuer frei!                          | 33          | 28          | —           | —           | —           | 70          | —           | —           | —           | —           | 35          | - UK: Argento                                      | Mutter                    |
| 2004                                                                          | Mein Teil                            | 2           | 6           | 6           | 2           | 60          | 15          | 11          | —           | 8           | 11          | 61          |                                                    | Reise, Reise              |
| 2004                                                                          | Amerika                              | 2           | 3           | 2           | 10          | 89          | 16          | 13          | 7           | 21          | 5           | 38          | - GER: Oro                                         | Reise, Reise              |
| 2004                                                                          | Ohne dich                            | 12          | 38          | 17          | 13          | —           | 30          | —           | —           | —           | 42          | —           |                                                    | Reise, Reise              |
| 2005                                                                          | Keine Lust                           | 16          | 25          | 4           | 14          | —           | 19          | —           | —           | 57          | 30          | 35          |                                                    | Reise, Reise              |
| 2005                                                                          | Benzin                               | 6           | 11          | 3           | 1           | 81          | 25          | 15          | —           | 16          | 15          | 58          |                                                    | Rosenrot                  |
| 2005                                                                          | Rosenrot                             | 28          | 46          | 8           | —           | —           | 43          | —           | —           | 53          | 59          | —           |                                                    | Rosenrot                  |
| 2006                                                                          | Mann gegen Mann                      | 20          | 42          | 5           | 18          | —           | 35          | —           | 46          | 45          | 66          | 59          |                                                    | Rosenrot                  |
| 2009                                                                          | Pussy                                | 1           | 4           | 37          | 1           | 13          | 43          | 16          | —           | 22          | 12          | 95          |                                                    | Liebe ist für alle da     |
| 2010                                                                          | Ich tu dir weh                       | —           | 74          | —           | —           | 41          | —           | —           | —           | —           | —           | —           |                                                    | Liebe ist für alle da     |
| 2010                                                                          | Haifisch                             | 33          | —           | —           | —           | 50          | —           | —           | —           | —           | —           | —           |                                                    | Liebe ist für alle da     |
| 2011                                                                          | Waidmanns Heil/Liebe ist für alle da | —           | —           | —           | —           | —           | —           | —           | —           | —           | —           | —           |                                                    | Liebe ist für alle da     |
| 2011                                                                          | Mein Land                            | 5           | 9           | —           | 14          | —           | 88          | —           | —           | —           | 78          | —           |                                                    | Made in Germany 1995-2011 |
| 2012                                                                          | Mein Herz brennt                     | 7           | 31          | —           | —           | 109         | —           | —           | —           | —           | 33          | —           |                                                    | /                         |
| 2019                                                                          | Deutschland                          | 1           | 4           | —           | 4           | 100         | 74          | —           | —           | 44          | 1           | 98          | - AUT: Oro - FRA: Oro - GER: Oro (3) - UK: Argento | Rammstein                 |
| 2019                                                                          | Radio                                | 4           | 13          | —           | —           | —           | —           | —           | —           | 100         | 17          | —           | - AUT: Oro - GER: Oro                              | Rammstein                 |
| 2019                                                                          | Ausländer                            | 2           | 29          | —           | —           | —           | —           | —           | —           | —           | 38          | —           | - AUT: Oro - GER: Oro                              | Rammstein                 |
| 2022                                                                          | Zeit                                 | 1           | 6           | —           | 17          | —           | 96          | —           | —           | 80          | 2           | —           | - GER: Oro                                         | Zeit                      |
| 2022                                                                          | Zick Zack                            | 1           | 8           | —           | 20          | —           | —           | —           | —           | 76          | 11          | —           |                                                    | Zeit                      |
| 2022                                                                          | Dicke Titten                         | 12          | 9           | —           | —           | —           | —           | —           | —           | 65          | 27          | —           |                                                    | Zeit                      |
| 2022                                                                          | Angst                                | 5           | 21          | —           | —           | —           | —           | —           | —           | 71          | 19          | —           |                                                    | Zeit                      |
| 2022                                                                          | Adieu                                | 13          | 48          | —           | —           | —           | —           | —           | —           | —           | 56          | —           |                                                    | Zeit                      |
| "—" indica una pubblicazione non classificata o non pubblicata in quel Paese. |                                      |             |             |             |             |             |             |             |             |             |             |             |                                                    |                           |

## Videografia

### Album video
- 1999 – Live aus Berlin
- 2003 – Lichtspielhaus
- 2012 – Videos 1995-2012
- 2015 – In Amerika
- 2017 – Paris

### Video musicali
| Anno | Titolo                                | Regista/i                                         |
| ---- | ------------------------------------- | ------------------------------------------------- |
| 1995 | Du riechst so gut                     | Emanuel Fialik                                    |
| 1996 | Seemann                               | László Kádár, Jesse Benson                        |
| 1997 | Rammstein                             | Emanuel Fialik                                    |
| 1997 | Engel                                 | Hannes Rossacher, Norbert Heitker, Philipp Stölzl |
| 1997 | Du hast                               | Philipp Stölzl                                    |
| 1998 | Du riechst so gut '98                 | Philipp Stölzl, Carsten Gutschmidt                |
| 1998 | Stripped                              | Philipp Stölzl, Sven Budelmann                    |
| 2001 | Sonne                                 | Jörn Heitmann                                     |
| 2001 | Links 2 3 4                           | Jürgen Haas, Zoran Bihać                          |
| 2001 | Ich will                              | Jörn Heitmann                                     |
| 2002 | Mutter                                | Jörn Heitmann                                     |
| 2002 | Feuer frei!                           | Rob Cohen                                         |
| 2004 | Mein Teil                             | Zoran Bihać                                       |
| 2004 | Amerika                               | Jörn Heitmann                                     |
| 2004 | Ohne dich                             | Jörn Heitmann                                     |
| 2005 | Keine Lust                            | Jörn Heitmann                                     |
| 2005 | Benzin                                | Uwe Flade                                         |
| 2005 | Rosenrot                              | Zoran Bihać                                       |
| 2006 | Mann gegen Mann                       | Jonas Åkerlund                                    |
| 2009 | Pussy                                 | Jonas Åkerlund                                    |
| 2009 | Ich tu dir weh                        | Jonas Åkerlund                                    |
| 2010 | Haifisch                              | Jörn Heitmann                                     |
| 2011 | Mein Land                             | Jonas Åkerlund                                    |
| 2012 | Mein Herz brennt (piano version)      | Zoran Bihać                                       |
| 2012 | Mein Herz brennt (versione esplicita) | Zoran Bihać                                       |
| 2013 | Mein Herz brennt (versione originale) | Eugenio Recuenco                                  |
| 2019 | Deutschland                           | Specter Berlin                                    |
| 2019 | Radio                                 | Jörn Heitmann                                     |
| 2019 | Ausländer                             | Jörn Heitmann                                     |
| 2022 | Zeit                                  | Robert Gwisdek                                    |
| 2022 | Zick Zack                             | Jörn Heitmann                                     |
| 2022 | Angst                                 | Robert Gwisdek                                    |
| 2022 | Dicke Titten                          | Jörn Heitmann                                     |
| 2022 | Adieu                                 | Specter Berlin                                    |